# Серве (коммуна)
Серве́ (фр. Servais) — коммуна во Франции, находится в регионе О-де-Франс. Департамент коммуны — Эна. Входит в состав кантона Тернье. Округ коммуны — Лан.
Код INSEE коммуны — 02716.

## Население
Население коммуны на 2010 год составляло 282 человека.
| 1962 | 1968 | 1975 | 1982 | 1990 | 1999 | 2010 |
| ---- | ---- | ---- | ---- | ---- | ---- | ---- |
| 291  | 287  | 232  | 271  | 250  | 240  | 282  |

## Экономика
В 2010 году среди 171 человека трудоспособного возраста (15—64 лет) 128 были экономически активными, 43 — неактивными (показатель активности — 74,9 %, в 1999 году было 67,9 %). Из 128 активных жителей работали 112 человек (61 мужчина и 51 женщина), безработных было 16 (8 мужчин и 8 женщин). Среди 43 неактивных 10 человек были учениками или студентами, 18 — пенсионерами, 15 были неактивными по другим причинам.